# Нель, Рудольф
Рудольф Нель (нем. Rudolf Nel; 30 июля 1908, Берлин — 1992) — немецкий альтист.
Родился в семье нидерландских музыкантов. Учился в Берлинской высшей школе музыки у Карла Флеша, Вилли Хесса и Густава Хавемана.
В 1928—1945 годах солист оркестра Немецкой оперы, одновременно в 1929—1933 годы играл в струнном квартете Макса Штруба, затем в конце 1930-х годах участник Бреронель-квартета (нем. Breronel-Quartett), название которого образовано из фамилий Неля и первой скрипки Витторио Бреро. В 1949—1958 годах солист Симфонического оркестра Баварского радио. Многократно играл в оркестре Байрёйтского фестиваля. Выступал под руководством таких дирижёров, как Бруно Вальтер, Вильгельм Фуртвенглер, Артуро Тосканини, Рихард Штраус, Ойген Йохум, Рафаэль Кубелик.
В 1942 году женился на певице Лоре Фишер, после чего на протяжении нескольких десятилетий выступал с ней в дуэте или в составе трио с участием пианиста Германа Ройттера. Специально для супругов сочинены несколько десятков произведений для контральто и альта (с фортепиано или без), в том числе такими композиторами, как Армин Кнаб, Вольфганг Фортнер, Вальтер Абендрот.
Дети — режиссёр Кристоф Нель и актриса Кристина Нель.